# Julio Viera
Julio Martín Viera (* 28. August 1943 in Buenos Aires) ist ein argentinischer Komponist und Musikpädagoge.
Viera studierte Komposition an der Universidad Católica in Buenos Aires. Er war von 1985 bis 1998 Sekretär der Federación Argentina de Música Electroacústica (FARME) und von 1984 bis 2009 Leiter des Laboratorio de Investigación y Producción Musical (LIPM). Zunächst unterrichtete er an der Musikfakultät der Universität von La Plata, von 1997 bis 2007 war er Professor für Komposition und Leiter des Zentrums für Zeitgenössische Musik an der Universidad Católica.
Er gab Konzerte und Vorlesungen an den Zentren für elektroakustische Musik der Stanford University, der University of California und der State University of New York und arbeitete als Komponist am Electronic Music Center der Columbia University und der Groupe de recherches musicales (GRM).
Viera komponierte Kammermusik, Vokal- und Orchesterwerke sowie elektroakustische Musik. Er wurde u. a. mit einem Guggenheim-Stipendium für Komposition, Preisen des National Endowment of the Arts und der Sociedad Argentina de Autores y Compositores (SADAIC) und einem Konex-Preis ausgezeichnet und erhielt Kompositionsaufträge der Fromm Music Foundation, der GRM und des Teatro Colón.

## Quelle
- Babel Scores - Contemporary Music Online - Julio Viera
- Classical Composers Database - Julio Viera

| Personendaten    | Personendaten                              |
| ---------------- | ------------------------------------------ |
| NAME             | Viera, Julio                               |
| ALTERNATIVNAMEN  | Viera, Julio Martín                        |
| KURZBESCHREIBUNG | argentinischer Komponist und Musikpädagoge |
| GEBURTSDATUM     | 28. August 1943                            |
| GEBURTSORT       | Buenos Aires                               |